# 磯田範仁
磯田 範仁（いそだ のりひと、1995年8月6日 - ）は、日本の柔道家。宮崎県延岡市出身。階級は66kg級。身長173cm。血液型はA型。組み手は左組み。得意技は小外刈。

## 経歴
柔道は5歳の時に芦塚道場で始めた。一つ上には橋口祐葵がいた。小学校5年の時には全国小学生学年別柔道大会の40kg級で優勝した。6年の時には全国少年柔道大会の団体戦で優勝すると、全国小学生学年別柔道大会の50kg級でも優勝して2連覇を達成した。
国士舘中学へ進むと、2年の時には近代柔道杯団体戦で優勝した。3年の時には全国中学校柔道大会の66kg級で優勝すると、団体戦でも田崎健祐や江畑丈夫などとともに活躍して優勝を飾り2冠を達成した。さらにマルちゃん杯団体戦でも優勝して、中学団体3冠（近代柔道杯、全国中学校柔道大会、マルちゃん杯）を達成した。
国士舘高校に進むと、1年の時には全日本カデで優勝して世界カデ代表に選出された。世界カデでは決勝でロシアのミハイル・イゴルニコフに掬投で敗れて2位にとどまった。2年の時にはインターハイ個人戦73kg級決勝で帯広農業高校2年の山本悠司を技ありで破って優勝を飾った。アジアジュニアでは2位にとどまった。全国高校選手権の個人戦73kg級決勝では山本に有効で敗れて2位に終わった。団体戦では決勝で東海大学浦安高校と対戦すると、エースの田崎が大将戦でウルフ・アロンに合技で敗れて2位に終わった。3年の時には金鷲旗で3位、インターハイ個人戦は東京予選で敗れて出場できず、団体戦では3位だった。
2014年には国士舘大学へ進学すると、1年の時には全日本ジュニアの66kg級で3位にとどまった。2年の時には学生体重別の決勝で大学の1年先輩である藤阪太郎に一本背負投で敗れた。体重別団体でも決勝で東海大学に敗れて2位にとどまった。講道館杯では5位に終わった。3年の時には東アジア選手権の個人戦と団体戦で優勝を飾った。体重別団体決勝の東海大学戦では江畑などの活躍により優勝を飾った。講道館杯では決勝で芦塚道場時代の1年先輩である明治大学4年の橋口を技ありで破って初優勝を飾った。グランドスラム・東京では2回戦でリオデジャネイロオリンピック金メダリストであるイタリアのファビオ・バシレに一本勝ちするも、準決勝で日体大1年の阿部一二三に技ありで敗れるなどして5位に終わった。2017年2月のグランプリ・デュッセルドルフでは得意の寝技を軸に決勝まで進むが、ジョージアのバジャ・マルグベラシビリにGSに入って早々技ありを取られて2位にとどまった。4年の時にはユニバーシアードに出場するも準決勝で韓国のアン・バウルに敗れて3位に終わった。団体戦では決勝のロシア戦を始めオール一本勝ちしてチームの優勝に貢献した。学生体重別では初優勝を飾った。12月のグランドスラム・東京では準決勝で阿部に敗れるが、3位決定戦では世界選手権で銅メダリストとなったマルグベラシビリを破って3位になった。2018年2月のグランドスラム・パリでは準決勝でアンに反則負けしたが3位になった。
2018年4月からは国士館大学の大学院へ進んだ。体重別では準決勝で筑波大学4年の田川兼三に敗れて3位にとどまった。11月の講道館杯では決勝で大阪府警の藤阪に敗れて2位に終わった。

## 戦績
- 2006年 - 全国小学生学年別柔道大会 優勝 40kg級
- 2007年 - 全国少年柔道大会 団体戦 優勝
- 2007年 - 全国小学生学年別柔道大会 優勝 50kg級
- 2010年 - 近代柔道杯 優勝

66kg級での戦績
- 2010年 - 全国中学校柔道大会 個人戦 優勝 団体戦 優勝
- 2010年 - マルちゃん杯 優勝
- 2011年 - 全日本カデ 優勝
- 2011年 - 世界カデ 3位
- 2012年 - 全国高校選手権 団体戦 5位
- 2012年 - 金鷲旗 5位

73kg級での戦績
- 2012年 - インターハイ 個人戦 優勝
- 2012年 - アジアジュニア 2位
- 2012年 - エクサンプロバンスジュニア国際 優勝
- 2013年 - 全国高校選手権 個人戦 2位 団体戦 2位
- 2013年 - 金鷲旗 3位
- 2013年 - インターハイ 団体戦 3位

66kg級での戦績
- 2014年 - ロシアジュニア国際 3位
- 2014年 - 全日本ジュニア 3位
- 2015年 - 学生体重別 2位
- 2015年 - 体重別団体 2位
- 2015年 - 講道館杯 5位
- 2016年 - 優勝大会 3位
- 2016年 - 東アジア選手権 個人戦 優勝 団体戦 優勝
- 2016年 - 学生体重別 5位
- 2016年 - 体重別団体 優勝
- 2016年 - 講道館杯 優勝
- 2016年 - グランドスラム・東京 5位
- 2017年 - グランプリ・デュッセルドルフ 2位
- 2017年 - ユニバーシアード 個人戦 3位 団体戦 優勝
- 2017年 - 学生体重別 優勝
- 2017年 - 講道館杯 7位
- 2017年 - グランドスラム・東京 3位
- 2018年 - グランドスラム・パリ 3位
- 2018年 - 体重別 3位
- 2018年 - 国体 成年男子の部 3位
- 2018年 - 講道館杯 2位
- 2019年 - 講道館杯 3位

（出典、JudoInside.com）